# Репа (овощ)
Репа — овощное растение, один из культурных сортотипов вида Репа огородная. Ранее выделялась как самостоятельный ботанический подвид этого вида — Brassica rapa subsp. rapa L., в настоящее время это название считается устаревшим синонимом самого вида. При современном подходе в соответствии с правилами МКБН и МКНКР корректным названием группы сортов является Brassica rapa Vegetable Turnip Group.

## Ботаническое описание
В первый год растение формирует розетку прикорневых листьев и мясистый съедобный корнеплод. На второй (а при неблагоприятных условиях и на первый) год появляется удлинённый, облиственный стебель с цветками, происходит опыление и осеменение.
Корень утолщённый, мясистый.
Стебель высокий, сильно облиственный.
Прикорневые листья зелёные, лировидно-перисто-надрезанные, жестковолосистые, длинночерешковые. Стеблевые листья сидячие, яйцевидные, зубчатые или цельнокрайные, стеблеобъемлющие, голые или нижние слегка опушённые.

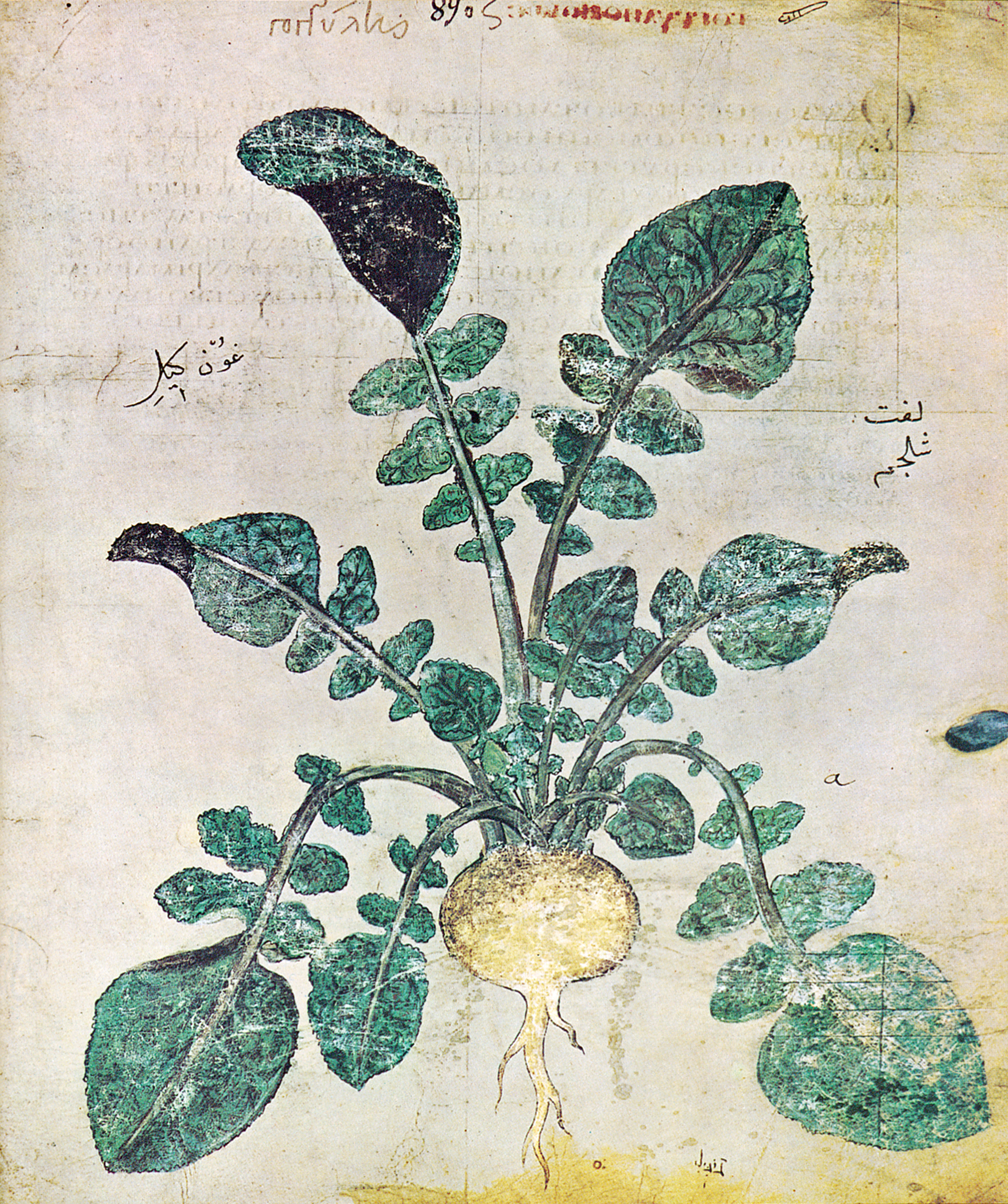
Репа (Венский Диоскорид, Византия, VI век)

Соцветие в начале цветения щитковидное (цветки выше бутонов), позднее кистевидное. Лепестки золотисто-жёлтые или матово-бледно-жёлтые, ноготок короче отгиба и чашелистиков. Тычинки отклонённые, длинные, прямостоячие. Цветоножка при цветении отклонена под острым углом, 3—8 см длиной.
Стручки прямостоячие, узловатые, короткие; носик удлинённо-конический, с тонким концом, составляет ¼—½ длины створки. Семена красновато-бурые, не совсем правильно шарообразные, с хорошо заметным корешком.

## Распространение
Родиной считается Западная Азия.

## История

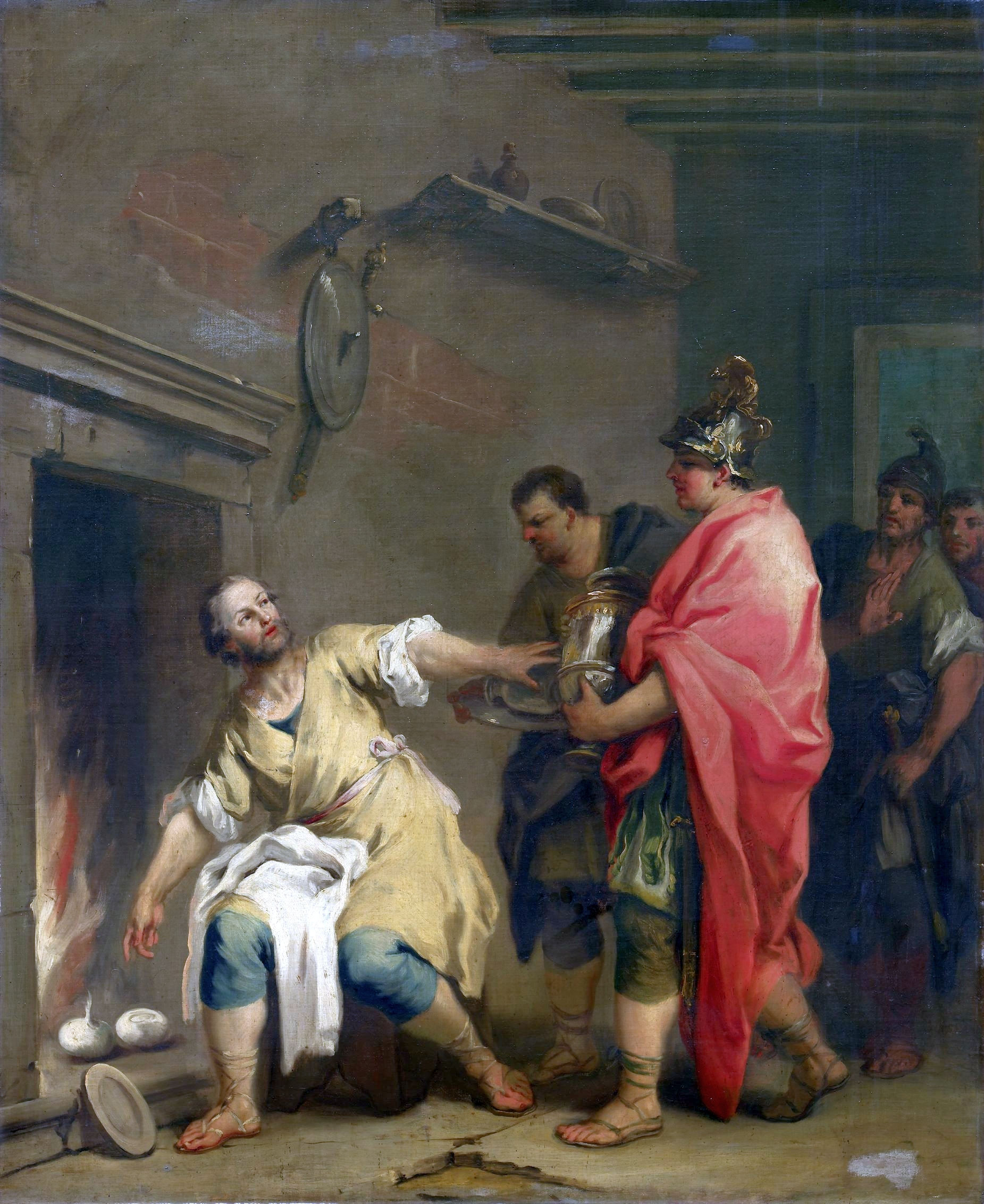
Маний Курий Дентат, пекущий репу. Худ. Якопо Амигони (1736)

Это одно из древнейших культурных растений. Репа была введена в культуру около сорока веков назад. Древние египтяне и греки широко возделывали репу, но считали её пищей рабов и беднейших крестьян. В Древнем Риме печёную репу употребляли уже представители всех сословий. Легенда (изложенная, в частности, во II веке Луцием Ампелием) гласит, что известный римский полководец Курий Дентат так любил репу, что всегда сам пёк её в золе. Когда воевавшие с римлянами самниты явились к Курию и предложили ему золото за переход на сторону противника, он отверг их дары и предпочёл дальше готовить свою любимую простую крестьянскую еду.
Со временем репа распространилась в Западной Европе. Во Франции XVI столетия репа уже представляла настолько важный продукт, что её неурожай вызывал в некоторых местностях голод. В XVIII веке французский поэт Жак Делиль призывал соотечественников: «Рядом с вашими цветами дайте место расти репе». В Англии репу начали культивировать при Елизавете Тюдор, англичане ели не только корнеплод репы, но и её листья, по вкусу напоминавшие горчицу.
На Руси репа с древних времён была важнейшим продуктом питания, о ней существуют упоминания в первых летописях. Одна из старинных русских сказок связана с репой — «Посадил дед репку…». Собирали урожай репы на полях обычно в сентябре, а день назывался «репорез».
До середины XIX века репа была главным овощем рациона питания в России, затем постепенно была вытеснена картофелем.

## Химический состав
Растение содержит безазотистые вещества (6,5 %), азотистые вещества (1,1 %), жиры (0,2 %), минеральные соли (в нём очень большое содержание кальция), витамины (А — 0,04 мг, С — 8—20 мг, B1 — 0,08—0,11 мг), значительное количество сахаров и витамина PP. Богата янтарной кислотой.

## Выращивание

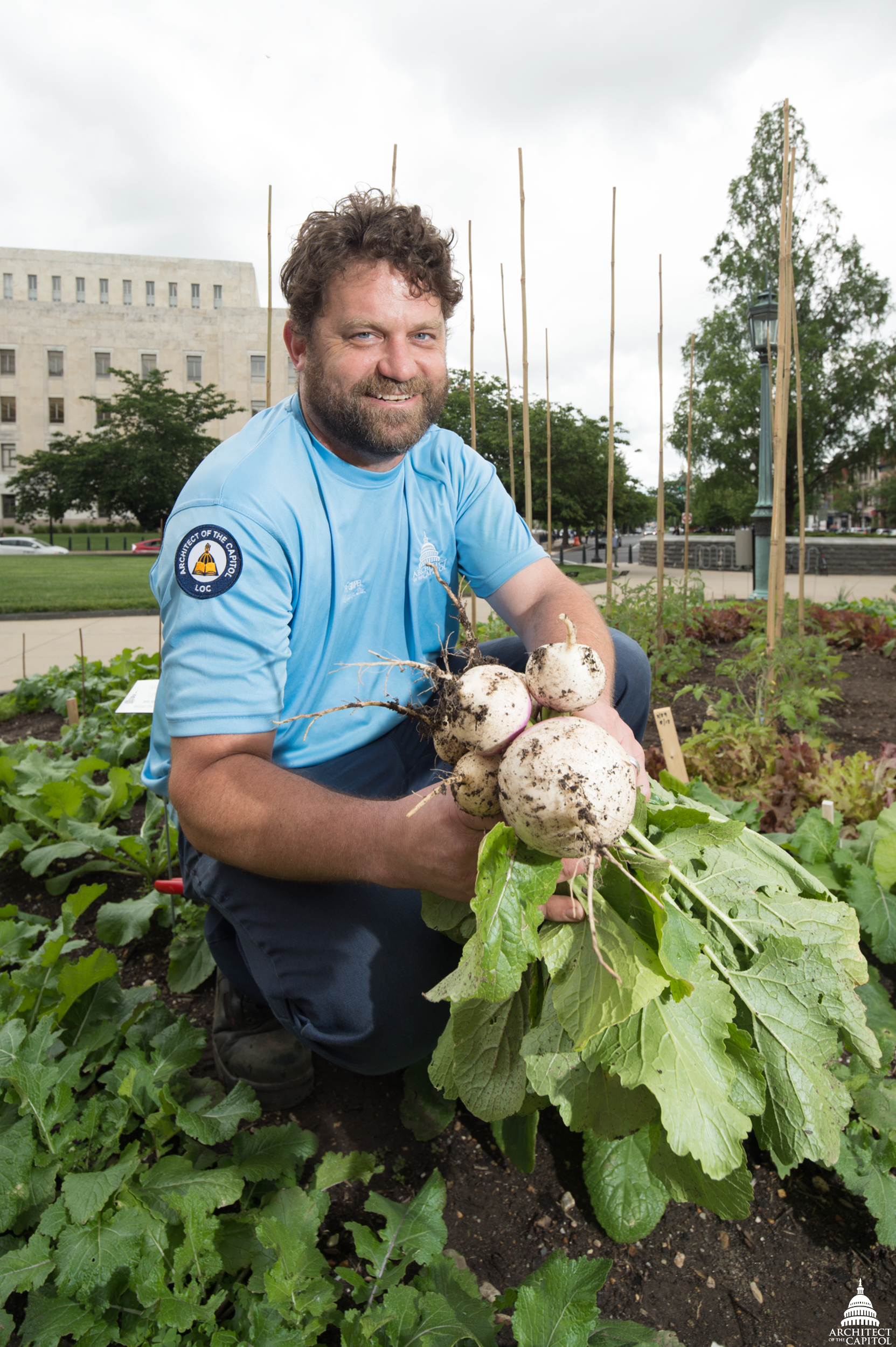
Сбор урожая репы

Сеют репу ранней весной, как только подсохнет почва. Лучше всего для этой культуры подходят легкосуглинистые почвы и солнечное место. За лето можно получить два урожая. На зиму лучше запасать репу от летнего посева.
Вредители: крестоцветные блошки и капустная муха.
Овощная репа, разводимая преимущественно в частных огородах, разделяется на раннюю, или майскую, и позднюю, или зимнюю; первая поспевает уже через два месяца после посева, но в лёжке непрочна, вторая готовится в три-четыре месяца и отлично сохраняется зимой.
Репа — растение морозостойкое и светолюбивое. Корнеплоды крупные (диаметр 10-15 см), овальные, конические или цилиндрические. Внешняя оболочка окрашена в белый, чёрный, коричневый, красный, пурпурный или жёлто-зелёный цвет. Мякоть белая, светло-розовая или желтоватая, плотная, нежная, сочная, у некоторых сортов слегка острая. Репа содержит ферменты, минеральные соли, витамины и эфирное масло.

## Применение

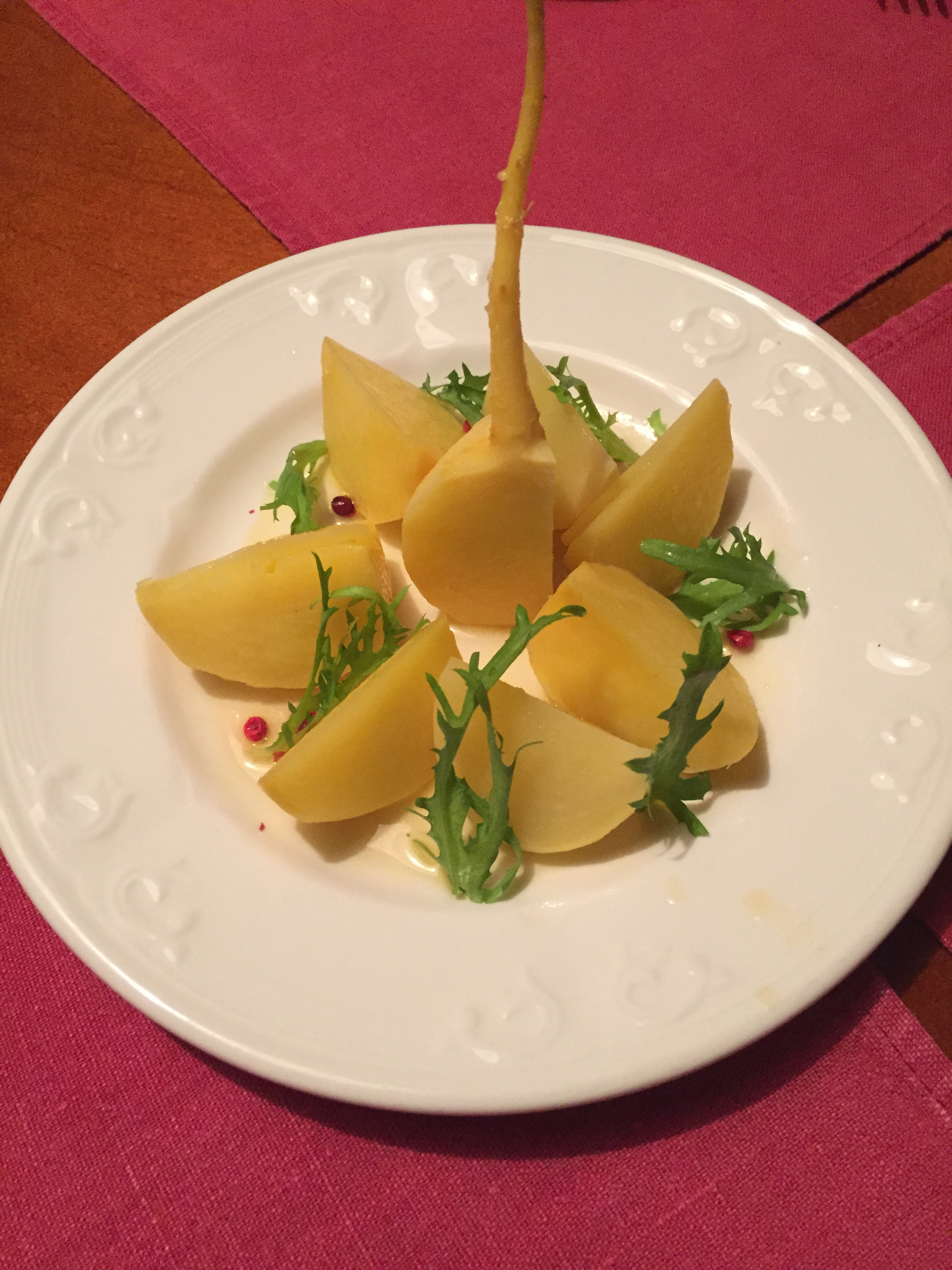
Пареная репа — ресторанная подача

Репа как овощное и лекарственное растение известна с глубокой древности. Репу можно запекать, отваривать, фаршировать, из неё готовят запеканки и рагу, она подходит для приготовления салатов. Она может долго храниться в прохладном месте, не утрачивая своих целебных качеств; легко усваивается организмом и рекомендована для детского питания.
В России издавна известно выражение «проще пареной репы», свидетельствующее о многолетнем и частом употреблении репы, которую готовили в традиционной русской печи в закрытой посуде в собственном соку. Лишь с середины XIX века этот овощ стал постепенно вытесняться из рациона картофелем.

#### В народной медицине
Благодаря высокому содержанию кальция, репа служила основным профилактическим средством, спасающим крестьянских детей от:
- рахита;
- заболеваний костей и крови.

Растение обладает:
- мочегонным;
- антисептическим;
- противовоспалительным;
- ранозаживляющим и обезболивающим действием.

Отвар корнеплода и отваренный сок репы в смеси с мёдом принимают при острых ларингитах, вызывающих резкий кашель, охриплости голоса, астме и простудных заболеваниях.
Сок из свежей репы употребляют как:
- мочегонное;
- лёгкое слабительное;
- средство, возбуждающее сердечную деятельность.

Варёную растёртую репу и мазь из репы и гусиного жира прикладывают к больным местам при подагре. С целью уменьшения подагрических болей используют для ванн отвар репы.
Репа стимулирует секрецию желудочного сока, усиливает перистальтику кишечника, улучшает усвоение пищи.

#### Противопоказания
Репу не рекомендуется употреблять при острых заболеваниях желудочно-кишечного тракта и хронических заболеваниях печени и почек.

### Сорта репы
Различают жёлтомясые и беломясые сорта. По форме корнеплод репы бывает плоским, округлым и удлинённым. Плоские и некоторые округлые сорта употребляют как столовые, удлинённые — кормовые сорта, называемые турнепсом. Более всего распространён сорт «Петровская», среднеранний и высокоурожайный, среди скороспелых — «Белая ночка» и «Майская белая».